# Philibert de Gramont

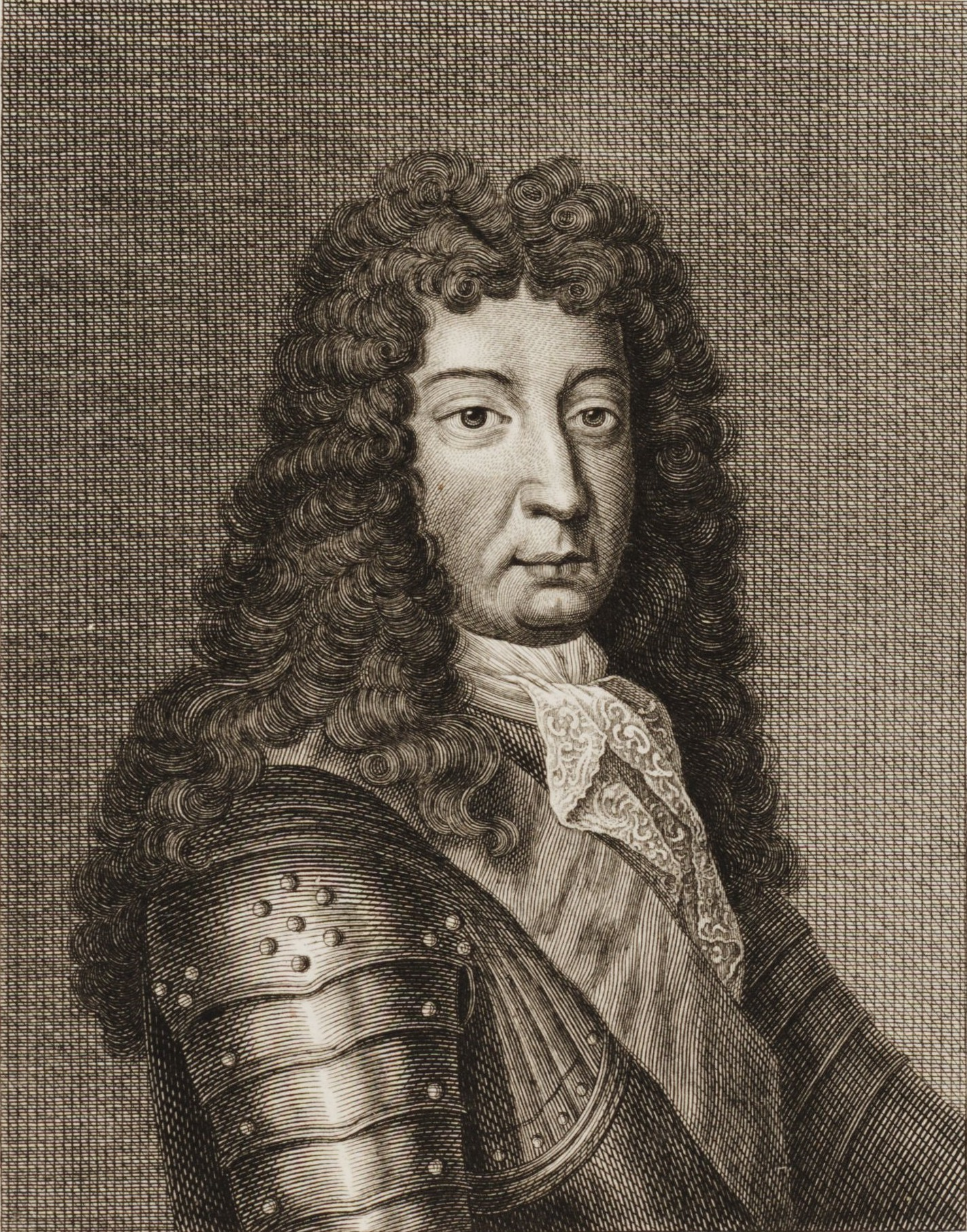
Philibert de Gramont

Philibert, graaf van Gramont (1621 - 10 januari 1707) was een Franse edele. Hij is bekend als schrijver van de Mémoires. Hij kwam van een edele familie uit Gascogne, naar zeggen van Baskische oorsprong.
Zijn grootmoeder, Diane d'Andouins, comtesse de Gramont, was "La belle Corisande," een van de maîtresses van koning Hendrik IV van Frankrijk. De kleinzoon veronderstelde dat Hendrik IV zijn vader was, en betreurde dat hij niet de voorrechten van koninklijke geboorte had opgeëist. Philibert de Gramont was de zoon van Antoine II door zijn tweede huwelijk met Claude de Montmorency, en werd waarschijnlijk geboren in Bidache, waar de familie woonde.
Hij werd opgeleid aan de universiteit Grand Pau, in Béarn tot geestelijke. Hij werd echter lid van het leger van prins Thomas van Savoye, toen deze Piëmont belegerde. Hij diende daarna onder zijn oudere half-broer, Antoine, Maréchal de Gramont, en de prins van Condé. Hij was aanwezig in Fribourg en Nördlingen, en onderscheidde zich in Spanje en Vlaanderen in 1647. Hij hing bij het begin van La Fronde de partij van Condé aan, maar ging over naar de andere partij voor hij zich gecompromitteerde. Ondanks zijn staat van dienst in het leger ontving hij nooit een belangrijke militaire of diplomatieke post. Hij was wel Gouverneur van het Pays d'Aunis en luitenant van Béarn. Tijdens de Commonwealth bezocht hij Engeland, en in 1662 werd hij verbannen uit Parijs nadat hij avances maakte bij Mademoiselle de La Mothe-Houdancourt, een van de maîtresses van de koning. Hij ging naar Londen, waar hij aan het hof van koning Karel II van Engeland een sfeer aantrof die goed aansloot bij zijn talenten voor hoofse intriges en plezier.
Hij huwde in Londen Elizabeth Hamilton onder druk van haar twee broers. Ze was de zuster van zijn toekomstige biograaf. Zij werd beschouwd als een van de grote schoonheden van zowel het Engelse als Franse hof.

In 1664 mocht Gramont naar Frankrijk terugkeren. Hij bezocht Engeland in 1670 in verband met de verkoop van Duinkerke, en opnieuw in 1671 en 1676. In 1688 werd hij gestuurd door Lodewijk XIV van Frankrijk om Jacobus II van Engeland met de geboorte, van een erfgenaam geluk te wensen. Door al deze kleine diplomatieke opdrachten wist hij in zijn levensonderhoud te voorzien, vooral omdat hij geen last had van bovenmatige scrupules. Op de leeftijd van vijfenzeventig had hij een gevaarlijke ziekte, waarbij hij zich verzoende met de kerk. Zijn boetedoening schijnt echter niet langer dan zijn ziekte geduurd te hebben.
Hij was tachtig jaar oud toen hij zijn zwager, Antoine Hamilton,voorzag van genoeg materiaal om de "Mémoires" te schrijven. Hamilton zei dat ze aan hem waren gedicteerd, maar er is geen twijfel dat hij de echte auteur was. Het verslag van Gramonts vroege carrière werd ongetwijfeld door hemzelf verteld, maar Hamilton was waarschijnlijk meer vertrouwd met de geschiedenis van het hof van Charles II, dat het meest interessante deel van het boek vormt. Bovendien was Gramont geen typische schrijver, zeker niet van een boek dat bekendstaat als een meesterwerk van stijl en geestige persoonsbeschrijving.
Toen de Mémoires waren voltooid zou Gramont het manuscript voor 1500 franken verkocht hebben. In eerste instantie werd de uitgave tegengehouden om de goede naam van een oude man niet te beschadigen, maar het was Gramont zelf die het verbod aanvocht. Hij stierf op 10 van januari 1707, en de Mémoires verschenen zes jaar later.
Het boek is een van de meest onderhoudende uit die tijd en geeft een levendig en waarheidsgetrouw beeld van het opwindende leven aan het hof van Charles II.
De Mémoires de la vie du comte de Grammont contenant particulierement histoire amoureuse de la cour d'Angleterre sous la régne de Charles II werden gedrukt in de Nederlanden met als opschrift "Cologne, 1713".
Er volgden uitgaven die o.a. werden geredigeerd door Horace Walpole en door Sir Walter Scott.

## Beroemdheden
Enkele van de personen die in de Memoires worden besproken zijn:
- Karel II van Engeland
- Nell Gwyn
- Barbara Palmer (hertogin van Cleveland, lady Castlemaine)
- Henry Brouncker
- Ruprecht van de Palts
- Margaret Hughes
- Lodewijk XIV van Frankrijk
- Lodewijk van Nassau-Beverweerd
- Jacobus II van Engeland (hertog van York)